# Jouni Yrjölä
Jouni Yrjölä (ur. 24 października 1959 w Mänttä-Vilppuli) – fiński szachista, arcymistrz od 1990 roku.

## Kariera szachowa
Od pierwszych lat 80. do końca 90. należał do ścisłej czołówki fińskich szachistów. Pomiędzy 1982 a 2000 rokiem ośmiokrotnie wystąpił w szachowych olimpiadach (w tym 5 razy na I szachownicy) oraz czterokrotnie w drużynowych mistrzostwach Europy, zdobywając w roku 1999 w Batumi brązowy medal za indywidualny wynik na III szachownicy. Jest sześciokrotnym medalistą indywidualnych mistrzostw Finlandii: dwukrotnie złotym (1985, 1988), trzykrotnie srebrnym (1983, 1991, 1995) oraz brązowym (1986).
Na arenie międzynarodowej pojawił się po raz pierwszy na przełomie 1979 i 1980 roku, dzieląc IX miejsce (wraz z m.in. Johannem Hjartarsonem, Thomasem Ernstem i Erikiem Lobronem) w mistrzostwach Europy juniorów w Groningen. W 1984 zwyciężył (wraz z Hjartarsonem i Margeirem Peturssonem) w otwartym turnieju Troll Masters w Gausdal. W 1989 podzielił II miejsce (za Simenem Agdesteinem, a wraz z Peturssonem i Bentem Larsenem) w turnieju strefowym (eliminacji mistrzostw świata) w Espoo. W dogrywce o jedno premiowane awansem miejsce zwyciężył Petursson, Yrjölä był drugi i do turnieju międzystrefowego nie awansował. W następnym roku samodzielnie zwyciężył w międzynarodowym turnieju w Helsinkach. W 1996 podzielił II miejsce w turnieju Heart of Finland w Jyväskyli, wynik ten powtarzając w latach 1999 i 2002. W 2006 podzielił I miejsce w kolejnym openie, rozegranym w Budapeszcie.
Najwyższy ranking w karierze osiągnął 1 stycznia 1984 r., z wynikiem 2515 punktów dzielił wówczas 55-68. miejsce na światowej liście FIDE, jednocześnie zajmując 1. miejsce wśród fińskich szachistów.